# League of Legends Japan League
League of Legends Japan League（リーグ・オブ・レジェンド ジャパン・リーグ、略称: LJL）は、日本で開催されている『League of Legends』の地域的なプロeスポーツリーグ。各年で「FORGE」「STORM」「IGNITE」の3つのスプリットに分かれ、それぞれの順位に応じてチャンピオンシップポイント獲得し、ポイントの上位チームが「FINAL」に進み、優勝チームがLeague of Legends Pacific Championship(LCP)への昇格をかけた大会へ進出する。
2023年までは各スプリットにおける勝者が、世界大会であるミッドシーズン・インビテーショナル (MSI) や、ワールドチャンピオンシップへの出場権を獲得する形式だったが、2024年より各スプリットの上位3チームがアジア太平洋地域のPacific Championship Series (PCS)プレイオフに出場し、春季勝者がミッドシーズン・インビテーショナル(MSI)へ、夏季決勝進出チームがワールドチャンピオンシップへ進出する形式となった。
2025年からは League of Legends Championship Pacific(LCP)が始まり、LJLの優勝チームがLCPへの昇格をかけたシリーズに参加する形式になった。それに伴い、2019年から始まったフランチャイズ形式が終わり、最大64チームが参加するオープン予選とメインステージの2部構成になった。

## チーム

### 主な参加チーム
2025年現在
- Burning Core Toyama(2017〜)
- QT DIG∞(2019〜 前Sengoku Gaming)
- V3 Esports(2018〜)
- REJECT(2025~)
- VARREL YOUTH(2025～）

### 過去に参加していたチーム
- DetonatioN FucusMe(2014〜2024 LCPへ昇格)
- Fukuoka SoftBank HAWKS Gaming(2020〜2024 LCPへ昇格)
- 7th heaven(2015〜2018)
- DetonatioN RabbitFive(2014〜2015 DetonatioN FocusMeの兄弟チーム。)
- Okinawan Tigers(2014)
- PENTAGRAM（旧名：Rampage,Ozone Rampage 2014〜2018)
- SCARZ(2016〜2017)
- Rascal Jester(2014〜2022)
- Unsold Stuff Gaming(2016〜2019)
- FENNEL(2023)
- AXIZ(2019〜2023)
- Crest Gaming Act(2018〜2023)
- AXIZ CREST(2024)

## 大会形式
出典：

### オープン予選

#### Round1
- 出場チーム数：最大64チーム
- 出場チーム：応募フォームから公募
- 形式：シングルラウンドロビン形式（Bo1）
- グループ数：最大8グループ、各グループ最大8チームで構成
- 各グループの上位チームがブラケットステージに進出

#### Round2

##### Forge
- 出場チーム数：16チーム
- 出場チーム：グループステージ 各グループ上位チーム
- 形式：Bo3シングルエリミネーショントーナメント形式
- 出場枠の数によりフォーマットは以下の通り変動
  - 出場枠が16チームの場合：  順位決定のため、シングルエリミネーション形式を実施  （LOSERS ROUNDは行わない）
  - 出場枠が16チーム未満の場合：  出場チーム及び順位決定のため、LOSERS ROUNDを実施
- 上位10〜16チームがメインステージへの出場権を獲得

##### Storm,Ignite
- 出場チーム数：16チーム
- 出場チーム：グループステージ 各グループ上位チーム
- 形式：Bo3 シングルエリミネーショントーナメント形式
- 出場枠の数によりフォーマットは以下の通り変動
  - 出場枠が8チームの場合：  順位決定のため、シングルエリミネーション形式を実施
  - 出場枠が8チーム未満の場合：  出場チーム及び順位決定のため、LOWER BRACKETを実施
- 上位6〜8チームがメインステージへの出場権を獲得

### Main Stage

#### Forge
スイスステージ
- 出場チーム数：16チーム
- 出場チーム：
  - オープン予選上位10~16チーム  招待チーム（LJL 2024出場チームから最大6チーム）※詳細は随時公開
- スイス形式（Bo1)
- 上位8チームがノックアウトステージに進出

※参加チーム数により形式の変更の可能性あり

ノックアウトステージ
- 出場チーム数：8チーム
- 出場チーム：メインステージ上位8チーム
- 形式：Bo3シングルエリミネーショントーナメント形式 ※FinalのみBo5
- 対戦組み合わせ：メインステージの成績をもとに抽選で決定
- 上位4チームはLJL STORM（2回目のレギュラートーナメント）メインステージへの出場権を獲得する。

チャンピオンシップポイント：LJL FORGE全日程終了時点のチーム順位を参照し、チャンピオンシップポイントを付与

#### Storm
ストームスイス形式:3ラウンドのミニスイスドローを行い、成績に応じてポイントを付与。
3周行って合計ポイント数が多かった6チームが通過。
- 出場チーム数：12チーム
- 出場チーム：
  - オープン予選上位8チーム  LJL FORGE ノックアウトステージ 上位4チーム
- Bo1ストームスイス形式
- ポイントランキング制：獲得STORMポイント上位6チームがノックアウトステージに進出

ノックアウトステージ
- 出場チーム数：6チーム
- 出場チーム：メインステージ上位6チーム
- 形式：Bo3シングルエリミネーショントーナメント形式 ※FinalのみBo5
- シード：メインステージ上位2チームはROUND2からのシード権を獲得
- 対戦組み合わせ：
  - ROUND1  メインステージ3位通過チームが下位2チームから対戦相手を指名
  - ROUND2  メインステージ1位通過チームが対戦相手を指名
- 上位4チームはLJL IGNITE（3回目のレギュラートーナメント）メインステージへの出場権を獲得

チャンピオンシップポイント：LJL STORM全日程終了時点のチーム順位を参照し、チャンピオンシップポイントを付与

#### Ignite
バウンティマッチ形式:各チームはBo1で相手と戦い、勝利すれば10点、敗北すれば4点のIgniteポイントを獲得。勝利した場合、追加で(相手の勝利数×3)ポイントを獲得できる。
6ラウンド対戦し、合計Igniteポイント上位6チームが通過。
第2ラウンド以降、獲得ポイントが少ないチームから順に対戦相手を自由に選択できる
(同一チームへの指名は1回のみ。Round1の対戦は考慮されないため、最大3回同じ相手と対戦できる。)
- 出場チーム数：12チーム
- 出場チーム：
  - オープン予選上位8チーム  LJL STORM ノックアウトステージ 上位4チーム
- Bo1 バウンティマッチ形式
- ポイントランキング制：獲得IGNITEポイント上位6チームがノックアウトステージに進出

ノックアウトステージ
- 出場チーム数：6チーム
- 出場チーム：メインステージ上位6チーム
- 形式：Bo3シングルエリミネーショントーナメント形式 ※FinalのみBo5
- シード：メインステージ上位2チームはROUND2からのシード権を獲得
- 対戦組み合わせ：
  - ROUND1  メインステージ3位通過チームが下位2チームから対戦相手を指名
  - ROUND2  メインステージ1位通過チームが対戦相手を指名

チャンピオンシップポイント：LJL IGNITE全日程終了時点のチーム順位を参照し、チャンピオンシップポイントを付与。
尚、獲得したIgniteポイントはそのままチャンピオンシップポイントに加算される。

#### Final
- 出場チーム数：6チーム
- 出場チーム：LJL 2025チャンピオンシップポイントランキング上位6チーム
- 形式：Bo5 ハイブリッドエリミネーショントーナメント形式(1〜4位はアッパーブラケット、5,6位はロワーブラケットからスタート)

優勝チームはLCP昇格・降格トーナメントへの出場権を獲得する。

## 結果
| 開催年 | スプリット | 優勝               | 準優勝                | 3位                                      |
| ------ | ---------- | ------------------ | --------------------- | ---------------------------------------- |
| 2014   | 冬季       | Rascal Jester      | Ozone Rampage         | Okinawan Tigers                          |
| 2014   | 春季       | DetonatioN FocusMe | Rascal Jester         | Ozone Rampage                            |
| 2014   | 夏季       | DetonatioN FocusMe | Ozone Rampage         | Rascal Jester                            |
| 2014   | GF         | DetonatioN FocusMe | Rascal Jester         | N/A                                      |
| 2015   | シーズン1  | DetonatioN FocusMe | DetonatioN RabbitFive | 7th heaven                               |
| 2015   | シーズン2  | Ozone Rampage      | DetonatioN FocusMe    | 7th heaven                               |
| 2015   | GF         | DetonatioN FocusMe | Ozone Rampage         | N/A                                      |
| 2016   | 春季       | DetonatioN FocusMe | Rampage               | Unsold Stuff Gaming                      |
| 2016   | 夏季       | Rampage            | DetonatioN FocusMe    | 7th heaven                               |
| 2017   | 春季       | Rampage            | DetonatioN FocusMe    | Unsold Stuff Gaming                      |
| 2017   | 夏季       | Rampage            | DetonatioN FocusMe    | 7th heaven                               |
| 2018   | 春季       | PENTAGRAM          | DetonatioN FocusMe    | Unsold Stuff Gaming                      |
| 2018   | 夏季       | DetonatioN FocusMe | Unsold Stuff Gaming   | PENTAGRAM                                |
| 2019   | 春季       | DetonatioN FocusMe | Unsold Stuff Gaming   | Crest Gaming Act                         |
| 2019   | 夏季       | DetonatioN FocusMe | V3 Esports            | Crest Gaming Act                         |
| 2020   | 春季       | DetonatioN FocusMe | Sengoku Gaming        | V3 Esports                               |
| 2020   | 夏季       | V3 Esports         | DetonatioN FocusMe    | Sengoku Gaming                           |
| 2021   | 春季       | DetonatioN FocusMe | V3 Esports            | Rascal Jester                            |
| 2021   | 夏季       | DetonatioN FocusMe | Rascal Jester         | AXIZ                                     |
| 2022   | 春季       | DetonatioN FocusMe | Sengoku Gaming        | Rascal Jester                            |
| 2022   | 夏季       | DetonatioN FocusMe | Sengoku Gaming        | Fukuoka SHG                              |
| 2023   | 春季       | DetonatioN FocusMe | Sengoku Gaming        | FENNEL Fukuoka SHG                       |
| 2023   | 夏季       | DetonatioN FocusMe | Fukuoka SHG           | Sengoku Gaming                           |
| 2024   | 春季       | Fukuoka SHG        | DetonatioN FocusMe    | V3 Esports                               |
| 2024   | 夏季       | Fukuoka SHG        | DetonatioN FocusMe    | Sengoku Gaming                           |
| 2025   | Forge      | REJECT             | VARREL YOUTH          | Burning Core Toyama Spirit Quartz Gaming |
| 2025   | Storm      | REJECT             | QT DIG∞               | Burning Core Toyama DFM Academy          |
| 2025   | Ignite     | REJECT             | Burning Core Toyama   | DFM Academy QT DIG∞                      |
| 2025   | Final      |                    |                       |                                          |